# Campeonato Europeo de Halterofilia de 1952
El XXXII Campeonato Europeo de Halterofilia se celebró en Helsinki (Finlandia) entre el 25 y el 27 de julio de 1952 bajo la organización de la Federación Europea de Halterofilia (EWF) y la Federación Finlandesa de Halterofilia. Ese año las competiciones de halterofilia en los XV Juegos Olímpicos sirvieron también como Campeonato Europeo.

## Medallistas
| Evento                | Oro                           | Plata                               | Bronce                            |
| --------------------- | ----------------------------- | ----------------------------------- | --------------------------------- |
| 56 kg (25 de julio)   | Ivan Udodov URSS 315,0        | Maurice Megennis Reino Unido 280,0  | Karel Saitl Checoslovaquia 272,5  |
| 60 kg (25 de julio)   | Rafael Chimishkian URSS 337,5 | Nikolai Saksonov URSS 332,5         | Bálint Nagy Hungría 307,5         |
| 67,5 kg (26 de julio) | Yevgueni Lopatin URSS 350,0   | Johan Runge Dinamarca 330,0         | Ermanno Pignatti · Italia · 325,0 |
| 75 kg (26 de julio)   | Åke Hedberg · Suecia · 357,5  | Frank Teräskari · Finlandia · 352,5 | André Dochy Francia 350,0         |
| 82,5 kg (27 de julio) | Trofim Lomakin URSS 417,5     | Arkadi Vorobiov URSS 407,5          | Jean Debuf Francia 400,0          |
| 90 kg (27 de julio)   | Grigori Novak URSS 410,0      | Luciano Zardi · Italia · 367,5      | Kai Outa · Finlandia · 365,0      |
| +90 kg (27 de julio)  | Heinz Schattner RFA 422,5     | Franz Hölbl · Austria · 387,5       | Lage Andersson · Suecia · 380,0   |

1. 1 2 3  Fuerza (kg) + arrancada (kg) + dos tiempos (kg) = total olímpico (kg).

## Medallero
| Núm. | País           | Oro | Plata | Bronce | Total |
| ---- | -------------- | --- | ----- | ------ | ----- |
| 1    | URSS           | 5   | 2     | 0      | 7     |
| 2    | Suecia         | 1   | 0     | 1      | 2     |
| 3    | RFA            | 1   | 0     | 0      | 1     |
| 4    | Finlandia      | 0   | 1     | 1      | 2     |
| 4    | Italia         | 0   | 1     | 1      | 2     |
| 6    | Austria        | 0   | 1     | 0      | 1     |
| 6    | Dinamarca      | 0   | 1     | 0      | 1     |
| 6    | Reino Unido    | 0   | 1     | 0      | 1     |
| 9    | Francia        | 0   | 0     | 2      | 2     |
| 10   | Checoslovaquia | 0   | 0     | 1      | 1     |
| 10   | Hungría        | 0   | 0     | 1      | 1     |
|      | TOTAL          | 7   | 7     | 7      | 21    |